# 백두고원
백두고원(白頭高原)은 두만강, 압록강, 운총강, 동점령산줄기, 함경산줄기, 서두수 등에 둘러싸여 있는 현무암대지를 부르는 말로, 백무고원의 남서쪽 일부분이다. 넓이는 4,420 km2로 백무고원의 68% 가량을 차지한다. 평균 높이는 1,370 m이다.

## 같이 보기
- 백두산